# Beloeil
Beloeil ou Belœil é um município da Bélgica localizado no distrito de Ath, província de Hainaut, região da Valônia.
Beloeil é famosa pelo seu castelo (ver Castelo de Beloeil), que pertence, até hoje, aos Príncipes de Ligne.
Um dos mais belos parques da Bélgica, chamado A Versalhes da Bélgica, estende-se sobre uma área de 120 ha e foi desenhado à maneira francesa.

## Nomes ilustres
- Édouard Louis Joseph Empain, arqueólogo.
- Émilie Dequenne, atriz.